# Matt Desrosiers
Pour les articles homonymes, voir Desrosiers.
Matt Desrosiers (né le 6 juin 1979 à Fort Érié, dans la province de l'Ontario au Canada) est un joueur professionnel canadien de hockey sur glace.

## Statistiques
| Saison    | Équipe                          | Ligue |    | Saison régulière | Saison régulière | Saison régulière | Saison régulière | Saison régulière |   | Séries éliminatoires | Séries éliminatoires | Séries éliminatoires | Séries éliminatoires | Séries éliminatoires |
| Saison    | Équipe                          | Ligue | PJ | B                | A                | Pts              | Pun              | PJ               | B | A                    | Pts                  | Pun                  |                      |                      |
| 1997-1998 | Saints de St. Lawrence          | ECAC  | 33 | 1                | 9                | 10               | 26               | -                | - | -                    | -                    | -                    |                      |                      |
| 1998-1999 | Université de St. Lawrence      | ECAC  | 39 | 3                | 9                | 12               | 24               | -                | - | -                    | -                    | -                    |                      |                      |
| 1999-2000 | Université de St. Lawrence      | ECAC  | 36 | 8                | 15               | 23               | 35               | -                | - | -                    | -                    | -                    |                      |                      |
| 2000-2001 | Université de St. Lawrence      | ECAC  | 37 | 7                | 25               | 32               | 22               | -                | - | -                    | -                    | -                    |                      |                      |
| 2001-2002 | Bombers de Dayton               | ECHL  | 57 | 5                | 23               | 28               | 56               | -                | - | -                    | -                    | -                    |                      |                      |
| 2001-2002 | Stingrays de la Caroline du Sud | ECHL  | 16 | 3                | 6                | 9                | 14               | 1                | 0 | 1                    | 1                    | 2                    |                      |                      |
| 2002-2003 | Stingrays de la Caroline du Sud | ECHL  | 69 | 18               | 25               | 43               | 81               | 4                | 0 | 0                    | 0                    | 2                    |                      |                      |
| 2003-2004 | Stingrays de la Caroline du Sud | ECHL  | 54 | 9                | 18               | 27               | 37               | 6                | 0 | 1                    | 1                    | 8                    |                      |                      |
| 2004-2005 | Eagles du Colorado              | LCH   | 53 | 15               | 31               | 46               | 46               | 16               | 1 | 9                    | 10                   | 16                   |                      |                      |
| 2005-2006 | Eagles du Colorado              | LCH   | 45 | 13               | 27               | 40               | 40               | 12               | 3 | 8                    | 11                   | 12                   |                      |                      |